# Soju
Soju [⁠so.dʑu⁠] ist eine Spirituose aus Korea. Die wichtigste Rohzutat ist Reis, fast immer in Kombination mit anderen kohlenhydrathaltigen Nahrungsmitteln wie Kartoffeln, Weizen oder Gerste. Soju ist klar und hat typischerweise einen Alkoholgehalt von 20 %. Er wird mindestens seit dem 14. Jahrhundert destilliert. Der Name bedeutet wörtlich Branntwein.
Die japanische Variante von Soju wird Shōchū genannt. Soju wird teilweise fälschlicherweise als Reiswein bezeichnet, eine Bezeichnung, die üblicherweise für Cheongju, das koreanische Äquivalent von japanischem Sake, verwendet wird.
Soju wird traditionell durch Destillation hergestellt. Ein großer Teil von günstigem Soju wird heute aber durch Mischen von purem Ethanol mit Wasser und Aromastoffen produziert. Diese Technik kam auf, als 1965, um eine Reisknappheit abzumildern, die Produktion von destilliertem Soju verboten wurde. Die koreanische Regierung hat festgelegt, dass der Alkoholgehalt von destilliertem Soju weniger als 35 % betragen muss.
Durch die breite Verfügbarkeit und den günstigen Preis verglichen mit anderem Alkohol wurde Soju zu einem, wenn nicht dem populärsten alkoholischen Getränk in Korea. Mehr als 3 Milliarden Flaschen wurden 2004 in Südkorea konsumiert. Andere Getränke wie Bier, Whiskey und Wein haben in den letzten Jahren aber an Popularität gewonnen.
Abseits von den in Massen produzierten Marken, welche überall in Korea erhältlich sind, gibt es auch mehrere Regionen, die für die traditionellere Herstellung von Soju bekannt sind. Soju aus Andong ist der bekannteste. 